# Субач, Николай Павлович
Николай Павлович Субач (09(22).05.1912 — 11.05.1973) — организатор сельскохозяйственного производства, директор совхоза «Кустанайский» Комсомольского района Кустанайской области (1958—1973), кавалер орденов Ленина, Трудового Красного Знамени, Октябрьской революции.

## Биография
Член ВКП(б)/КПСС с 1950 г.
Образование — 3 курса заочного отделения Ленинградского института механизации и электрификации сельского хозяйства (1934), курсы подготовки руководящих работников сельского хозяйства (1953, Алма-Ата).
В 1929—1953 гг. работал в совхозе «Октябрьский» Павлодарской области: тракторист-механик, с 1934 инженер-механик, с 1950 директор.
В 1953—1958 гг. директор зерносовхоза им. Молотова, который позднее назывался им. Ленина (Фёдоровский район) (27 тыс. га посевов).
С 1958 г. директор совхоза «Кустанайский» Комсомольского района Кустанайской области (47 тыс. га сельхозугодий), который во время его руководства награждён орденом Ленина (1970).
В 1972 году совхоз сдал государству 31412 тонн зерна, 878 тонн мяса, 26076 тонн молока. Получено прибыли — 2516 тыс. рублей.
Николай Павлович Субач награждён орденами Ленина (1956), Трудового Красного Знамени, Октябрьской революции. Избирался членом ЦК Компартии Казахстана
Скоропостижно умер 11 мая 1973 года.
Соавтор трудов о организации совхозов:
- Вермель, Д. Ф. и Субач, Н. П. Отделение в совхозе. Москва- Целиноград, «Колос», ,1964. 64 с. (6.000 экз)
- Субач Н. П., Бабенко П. Д. Совхоз-ветеран. (Из опыта работы совхоза «Кустанайский» (Кустан. обл.) Алма-Ата, «Кайнар», 1971 — 35 с. (7.000 экз.)